# Hereret (déesse)
Pour l’article homonyme, voir Hereret.
Hereret est une déesse égyptienne liée probablement aux chacals. Elle serait une déesse locale du nome lycopolitain où elle à peut être été la parèdre d'Oupouaout. Elle est mentionnée dans deux tombes de la Première Période intermédiaire à Assiout. Elle est également associée à Bastet d'après une inscription de la tombe du nomarque Iti-Ibi (tombe III de la nécropole d'Assiout).

## Nom
Hereret signifie, peut-être, « la terrifiante »  du nom égyptien « terreur » (hryt) d'après E. Edel. Mais Terence DuQuesne avance l'idée que son nom pourrait plutôt signifier « fleur » ou encore « celle qui se déplace furtivement » de l'expression égyptienne hrrw (« vers abdominaux »). Cette dernière serait plus approprié pour une divinité chacal d'après lui. 
| C6 |

| C6 |

Ce qui expliquerai probablement son identité chacal.

## Fonctions
Hereret pourrait être une déesse de la guerre, analogue à Neith, et également avoir une fonction judiciaire comme le dit un texte d'Assiout : « dame des avocats ».